# فرودگاه بین‌المللی دنیل اودوبر کیروش
فرودگاه بین‌المللی دنیل اودوبر کیروش (به انگلیسی: Daniel Oduber Quirós International Airport) (به زبان بومی: Aeropuerto Internacional Daniel Oduber Quirós) یک فرودگاه همگانی مسافربری با کد یاتا LIR است که یک باند فرود آسفالت دارد و طول باند آن ۲۷۵۰ متر است. این فرودگاه در کشور کاستاریکا قرار دارد و در ارتفاع ۸۲ متری از سطح دریا واقع شده‌است.

## شرکت‌های هواپیمایی و مقصدهای پروازی

### مسافری
| شرکت‌های هواپیمایی    | مقصدهای پروازی                                                    |
| -------------------- | ----------------------------------------------------------------- |
| ایر کانادا           | پیرسون تورنتو فصلی: مونترآل-پییر الیوت ترودو                      |
| Air Transat          | فصلی: مونترآل-پییر الیوت ترودو، پیرسون تورنتو                     |
| آلاسکا ایرلاینز      | لس‌آنجلس                                                           |
| امریکن ایرلاینز      | شارلوت داگلاس، دالاس-فورت ورث، میامی                              |
| امریکن ایگل          | میامی                                                             |
| اویانکا السالوادور   | السالوادور                                                        |
| کوپا ایرلاینز        | توکومن                                                            |
| دلتا ایرلاینز        | هارتسفیلد-جکسون آتلانتا فصلی: لس‌آنجلس، مینیاپولیس−سنت پل          |
| جت‌بلو                | جان اف کندی فصلی: لوگان                                           |
| ناتوره ایر           | اوگوستو سزار ساندینو، خوآن سانتاماریا، توبیاس بولانیاش، تاماریندو |
| سانسا ایرلاینز       | خوآن سانتاماریا                                                   |
| ساوت‌وست ایرلاینز     | ثرگود مارشال بالتیمور واشینگتن، ویلیام پی. هابی، لس‌آنجلس          |
| Sun Country Airlines | فصلی: مینیاپولیس−سنت پل                                           |
| سان‌وینگ ایرلاینز     | مونترآل-پییر الیوت ترودو، پیرسون تورنتو                           |
| Thomson Airways      | گاتویک                                                            |
| یونایتد ایرلاینز     | جرج بوش فصلی: اوهر شیکاگو، دنور، لیبرتی نیوآرک                    |
| وست جت               | پیرسون تورنتو فصلی: کالگری                                        |
| Xtra Airways         | چارتر فصلی: اوهر شیکاگو، لامبرت-ست لوی                            |